# Чаус В'ячеслав Анатолійович
В'ячеслав Анатолійович Чаус (24 серпня 1977, Чернігів, Українська РСР, СРСР) — український громадсько-політичний діяч. Голова Чернігівської ОДА з 4 серпня 2021.

## Життєпис
Народився 24 серпня 1977 року в місті Чернігові.
З 1999 до 2000 року працював у Чернігівській районній державній адміністрації, з 2000 до 2006 року — у Чернігівському територіальному відділенні Антимонопольного комітету України. Згодом керував чернігівськими філіями фінансових компаній. 
У 2009—2015 роках очолював Чернігівське представництво ПАТ «Київстар», керував відділами з продажів ПАТ «Київстар» та ПАТ «Укртелеком». 
З 2015 до 2021 року працював у компанії «Укргазвидобування». Був директором за напрямком та заступником Генерального директора компанії з земельних та соціальних питань. Окрім цього, протягом чотирьох років входив до правління компанії. Має юридичну та економічну освіту.
Одружений. Виховує трьох дітей.
4 серпня 2021 року призначений головою Чернігівської обласної державної адміністрації, а вже 5 серпня новопризначений голова ОДА провів пресконференцію, на якій окреслив першочергові завдання.
У 2022 році під час російського вторгнення був призначений керівником Чернігівської обласної військової адміністрації.
Голова Чернігівської обласної організації партії «Слуга народу».

## Державні нагороди
- Орден Богдана Хмельницького III ступеня (6 березня 2022) — за вагомий особистий внесок у захист державного суверенітету та територіальної цілісності України, мужність і самовіддані дії, виявлені під час організації оборони населених пунктів від російських загарбників[8]

### Декларація
- Чаус В. А. [Архівовано 13 вересня 2021 у Wayback Machine.] // Е-декларація. — 2021.